# Dahmer (film)
Dahmer is een film van David Jacobson uit 2002.
Het is een biopic over het leven van de Amerikaanse seriemoordenaar Jeffrey Dahmer. De film verscheen 8 jaar na diens dood. De rol van Dahmer werd vertolkt door Jeremy Renner.

## Plot
De film speelt zich in twee verschillende periodes af en wisselt steeds van periode. De ene periode toont het leven van Jeffrey Dahmer als hij nog bij zijn ouders woont en de relatie met zijn ouders. Zijn ouders maken zich zorgen over het zonderlinge gedrag van hun zoon en hij eist meer privacy. Dahmer heeft dan al een aantal moorden gepleegd. Hij bewaart het afgehakte hoofd van een van zijn slachtoffers in een doos. Als zijn ouders een tijd weggaan, heeft hij thuis het rijk alleen. Hij nodigt een man uit om bij hem wat wiet te komen roken. Dahmer en de man hebben veel lol samen, maar als de man wil gaan wil Dahmer hem bij zich houden. Als de man de woning wil verlaten slaat Dahmer hem bewusteloos met een hamer. Later vermoordt hij de man door diens halsslagader door te snijden. Als Dahmer het lijk wil dumpen, wordt hij staande gehouden door een agent. Deze ruikt echter geen onraad en laat hem weer gaan. Weer thuis lijkt Dahmer veel berouw te hebben van zijn daad.
De tweede periode toont het leven van Dahmer als hij uit huis is en op zichzelf woont. Hij werkt dan in een chocoladefabriek. Dahmer gaat naar een schoenenwinkel en biedt een jongen aan om een paar dure schoenen voor hem te kopen. In ruil daarvoor wil hij een aantal foto's van de jongen maken bij hem thuis. De jongen neemt het aanbod aan en gaat met Dahmer naar diens huis. Dahmer doet verdovende middelen in de cola van de jongen. Als de jongen buiten bewustzijn is, maakt Dahmer een aantal naaktfoto's van hem. Vervolgens boort hij klein gaatje in het hoofd van de jongen, zonder hem daarbij te doden. De jongen wordt later alleen in Dahmers huis wakker. Hij wil weggaan, maar is nog steeds sterk verdoofd. Hij loopt naar buiten en komt daar in aanraking met de politie. Dahmer komt echter op tijd om de jongen met de politie te zien. Hij vertelt de politie dat de jongen zijn vriend is en dat hij verder voor hem zal zorgen. De politie stelt een aantal vragen, maar laat Dahmer uiteindelijk de jongen toch meenemen. Thuis aangekomen wil Dahmer de jongen eerst wurgen. Dan bedenkt hij zich en houdt hem, sterk verdoofd, gevangen. Later vermoordt hij de jongen alsnog met een mes.
Kort daarna komt Dahmer een homoseksuele jongen genaamd Rodney tegen. Via Rodney komt hij terecht in een gaybar. Dahmer doet daar verdovende middelen in drankjes die hij vervolgens aan feestende mannen aanbiedt. Telkens als de mannen verdoofd zijn heeft Dahmer gemeenschap met hen. Uiteindelijk wordt hij betrapt op het drogeren van een drankje waarna hij uit de club wordt gezet. Via de gaybar komt hij aan enkele van zijn latere slachtoffers. Dahmer neemt Rodney mee naar zijn huis en leert hem daar wat beter kennen. Rodney komt vervolgens meerdere keren langs en wordt verliefd op Dahmer. Als Rodney op een avond weg wil gaan, vraagt Dahmer hem te blijven. Als Rodney weigert slaan bij Dahmer de stoppen door. Hij probeert Rodney met geweld bij zich te houden. Rodney weet te ontkomen en gaat weg. Later keert hij terug en bekent hij zijn liefde voor Dahmer. Dahmer beweert niet verliefd op hem te zijn, maar begint wat later wel te vrijen met Rodney. Tijdens het vrijen haalt Dahmer echter een touw tevoorschijn waarmee hij Rodney probeert te wurgen. Rodney ontkomt weer en vlucht nu definitief Dahmers huis uit. Dahmer blijft alleen achter. Het feit dat Rodney de politie waarschuwt en zo voor Dahmers arrestatie zorgt, wordt buitenbeeld gelaten. Ook de rechtszaak, gevangenschap en uiteindelijke dood worden buitenbeeld gelaten.
De laatste scène speelt zich weer af in de eerste periode. Dahmer heeft na de moord zijn vader opgebeld, maar kan zich hier niets meer van herinneren. Als hij bij zijn vader in de auto zit, raadt deze hem therapie aan, wat hij afslaat. Zijn vader zet Dahmer bij een gebouw af en rijdt weg. Dahmer loopt het nabijgelegen bos in. Het laatste beeld is dat van Dahmer die helemaal alleen het grote bos inloopt.

## Rolverdeling
- Jeremy Renner ... Jeffrey Dahmer
- Bruce Davison ... Lionel Dahmer
- Artel Great ... Rodney (als Artel Kayaru)
- Matt Newton ... Lance Bell
- Dionysio Basco ... Khamtay (als Dion Basco)
- Kate Williamson ... Oma Dahmer
- Christina Payano ... Letitia
- Tom'ya Bowden ... Shawna
- Sean Blakemore ... Corliss
- Mickey Swenson ... Officier Phillips
- Julius Branca ... Officier Powell
- Pierson Blaetz ... Officier Martin
- Lily Knight ... Mrs Dahmer